# Pilar Jaya (Rusip Antara)
Pilar Jaya is een bestuurslaag in het regentschap Aceh Tengah van de provincie Atjeh, Indonesië. Pilar Jaya telt 424 inwoners (volkstelling 2010).